# Miranda Sings
Miranda Sings ist ein Internet-Charakter, welcher seit dem Jahr 2008 von der Komödiantin, Schauspielerin, Webvideoproduzentin und Sängerin Colleen Ballinger (* 21. November 1986) verkörpert wird. In besagten Videos singt die Figur schlecht, diskutiert aktuelle Ereignisse, welche sie oft missinterpretiert, macht unprofessionelle Tutorials und klagt über ihre „Hater“ ("Haters back off!").
Im August 2017 zählt ihr YouTube-Kanal Miranda Sings rund 1,4 Milliarden Aufrufe und verfügt über mehr als 8 Millionen Abonnenten. 2014 wurde sie für einen Teen Choice Award in der Kategorie Web Star: Comedy nominiert.
Ballinger erfand die Figur als Anlehnung an viele schlechte Sänger, welche sich einen Durchbruch durch das Hochladen von YouTube-Videos erhoffen. Sie trat mit ihrer Figur anfangs im Kabarett auf, unter anderem in New York, London, Kanada und Australien. Später tourte sie mit ihrer Schwester Rachel Ballinger, weiteren Familienmitgliedern und ihrem Assistenten Kory Desoto durch Nordamerika und Europa. Oftmals haben Mitglieder ihrer Familie Gastauftritte.
Miranda Sings tauchte bisher in zahlreichen Internet-Interviews, anderen Web-Serien und in Episode 3x11 der US-amerikanischen Fernsehserie Victorious auf. Am 14. Oktober 2016 veröffentlichte Netflix die erste Staffel der auf dem Internet-Charakter basierenden Comedy-Serie Haters Back Off. Nach der zweiten Staffel wurde die Serie 2017 eingestellt.

## Kontroversen um Colleen Ballinger
Obwohl Colleen Ballinger hauptsächlich durch ihre satirische Figur Marinda Sings bekannt ist, tritt sie auch öfter als sie selbst auf. Einige Fans berichten, dass die Youtuberin intime Details ihres Lebens in offenen Videos wie Vlogs teilt, um mehr Fans zu gewinnen und unangemessene Beziehungen mit minderjährigen Fans aufbaut. Im April 2020 beschuldigte der 17-jährige Fan und YouTuber Adam McIntyre Ballinger, ihn "[seine unbezahlte Hilfe] für Inhalte angefordert zu haben, die er für ihre Miranda-Sings Social-Media-Konten vorgeschlagen hatte, und ihm Dessous geschickt zu haben, als er 13 Jahre alt war. Im folgenden Monat veröffentlichte Ballinger ein Video auf YouTube, in dem sie sagte, dass McIntyre nach dem Ansehen der Dessous in einem ihrer Livestreams, wo sie als eines von mehreren Geschenken für ihre Fans präsentiert wurden, danach gefragt hatte. Sie sagte auch, dass es ein Fehler im Urteilsvermögen gewesen sei, dem Fan die Unterwäsche zu schicken. Im Juni 2023 veröffentlichte YouTuber Kodee Tyler Dahl, ein weiterer ehemaliger Fan, ein Video, das Dahl bald darauf löschte und "angebliche Screenshots" zeigte über Gespräche aus Q&A’s, die Ballinger mit minderjährigen Fans führte. Der Screenshot zeigte, dass Ballinger die Minderjährigen fragte, ob sie noch Jungfrauen seien und welche ihre liebste Sex-Position sei.